# Delphinium ovczinnikovii
Delphinium ovczinnikovii là một loài thực vật có hoa trong họ Mao lương. Loài này được Kamelin & Pissjauk. mô tả khoa học đầu tiên năm 1968.